# نیروگاه خورشیدی تبریز
نیروگاه خورشیدی تبریز، یکی از نیروگاه‌های ایران با ظرفیت تولید اسمی ۵۰٫۴ کیلووات است که در استان آذربایجان شرقی شهر تبریز قرار دارد.
این نیروگاه از نوع هیبریدی (بادی و خورشیدی) است.
نیروگاه خورشیدی شامل ۲۵۲ پنل فتوولتائیک ۲۰۰ واتی به قدرت اسمی ۵۰٫۴ کیلووات است که در محوطهٔ ساختمان ستادی شرکت توزیع نیروی برق آذربایجان شرقی نصب شده‌است.
این نیروگاه دارای سه دستگاه اینورتر متصل به شبکه به همراه سیستم‌های داده‌برداری، مانیتورینگ، ثبت و نمایش اطلاعات است که قادر است سالانه حدود ۸۰٬۰۰۰ کیلووات ساعت انرژی برق تولید و به شبکه توزیع تزریق کند.
نیروگاه هیبریدی (بادی و خورشیدی) هم شامل یک توربین بادی به ظرفیت ۶۰۰ وات، ۲ پنل فتوولتائیک ۲۰۰ واتی به همراه یک بانک باتری به ظرفیت ۲۰۰ آمپرساعت و با توان سالانه ۱٬۵۰۰ کیلووات است که بخشی از روشنایی ورودی شرکت را تولید می‌کند.
۲ دستگاه توربین بادی هم به ظرفیت ۵ کیلووات در محوطهٔ ساختمانی شرکت نصب شده که قادر خواهد بود سالانه ۴۰٬۰۰۰ کیلووات ساعت انرژی تولید کند.
نیروگاه فتوولتائیک دو منظورهٔ این شرکت بیش از ۳۰ درصد برق مصرفی ساختمان ستادی شرکت را تأمین می‌کند.